# Mogadore
Mogadore – wieś w Stanach Zjednoczonych, w stanie Ohio, w hrabstwie Portage.